# Klecany
Klecany település Csehországban, a Kelet-prágai járásban. Klecany Roztoky, Klíčany, Bašť, Husinec, Sedlec, Zdiby, Větrušice és Vodochody településekkel határos. Lakosainak száma 3861 fő (2024. január 1.).

## Népesség
A település lakosságának változását az alábbi diagram mutatja:
| Lakosok száma | 958  | 1146 | 1332 | 1676 | 2081 | 1958 | 3365 | 3589 | 3601 | 3861 |
|               | 1869 | 1890 | 1921 | 1950 | 1980 | 2001 | 2017 | 2019 | 2022 | 2024 |